# Ormetica pseudoguapisa
Ormetica pseudoguapisa är en fjärilsart som beskrevs av Rothschild 1910. Ormetica pseudoguapisa ingår i släktet Ormetica och familjen björnspinnare. Inga underarter finns listade i Catalogue of Life.